# Оливье, Мишель Бартелеми
Мишель Бартелеми Оливье (фр. Michel-Barthélemy Ollivier; 1712[…], Марсель — 15 июня 1784[…], Париж) — французский художник.

## Биография
Уроженец Марселя. Учился живописи в Париже у Карла ван Лоо. Когда племянник его учителя, Шарль Мишель ван Лоо был приглашён придворным художником ко двору Филиппа V Испанского, то с ним в Испанию отправился и Оливье.
После возвращения во Францию, Оливье в 1764 году был принят в парижскую Академию святого Луки, а в 1766 году — в Королевскую академию живописи и скульптуры.
Он много работал при «малом дворе» Людовика Франсуа де Бурбона, принца Конти (1717—1776) в его замке, внешний вид которого теперь во многом известен благодаря работам художника (сам замок после Французской революции был разобран на строительный материал). Картины кисти Оливье являются ценным историческим источником по жизни малого двора принца Конти во времена короля Людовика XVI.
Мишель-Бартелеми Оливье скончался в Париже в 1784 году. Его работы хранятся в коллекциях Лувра, Версаля и ряда других музеев Франции (в Лионе, Бордо, Валансьене).

## Галерея

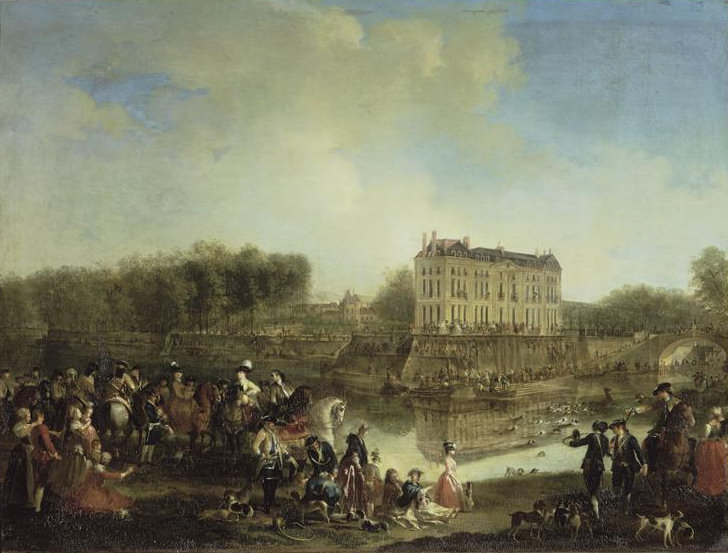
Празднество перед замком принца Конти. Версаль (место хранения картины).
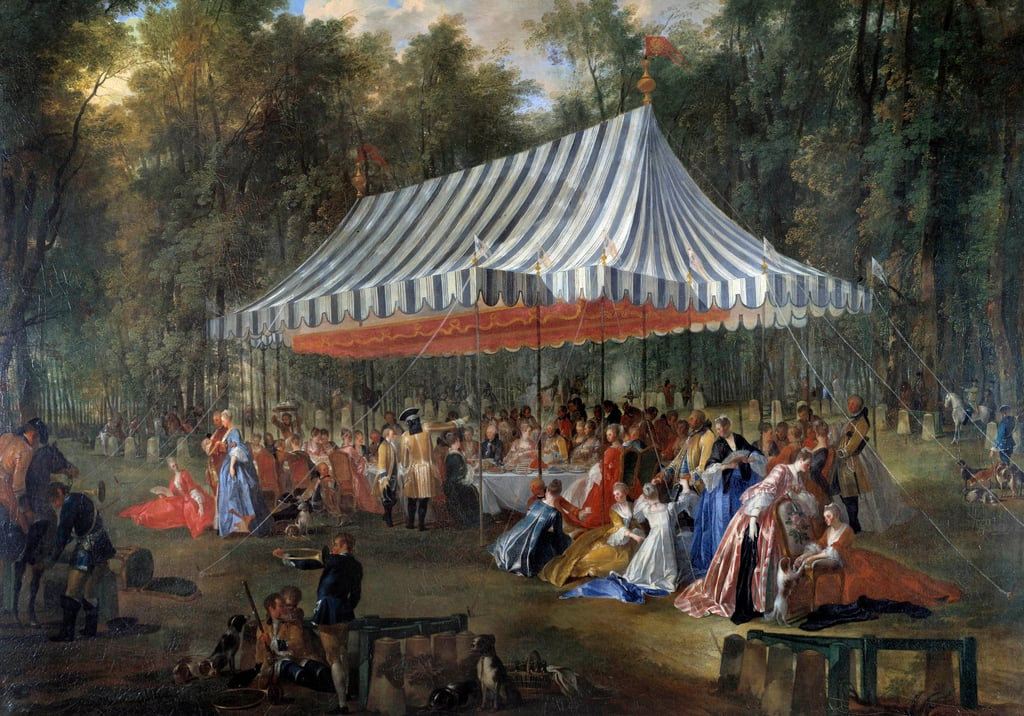
Праздник, организованный принцем Конти на открытом воздухе. Версаль.
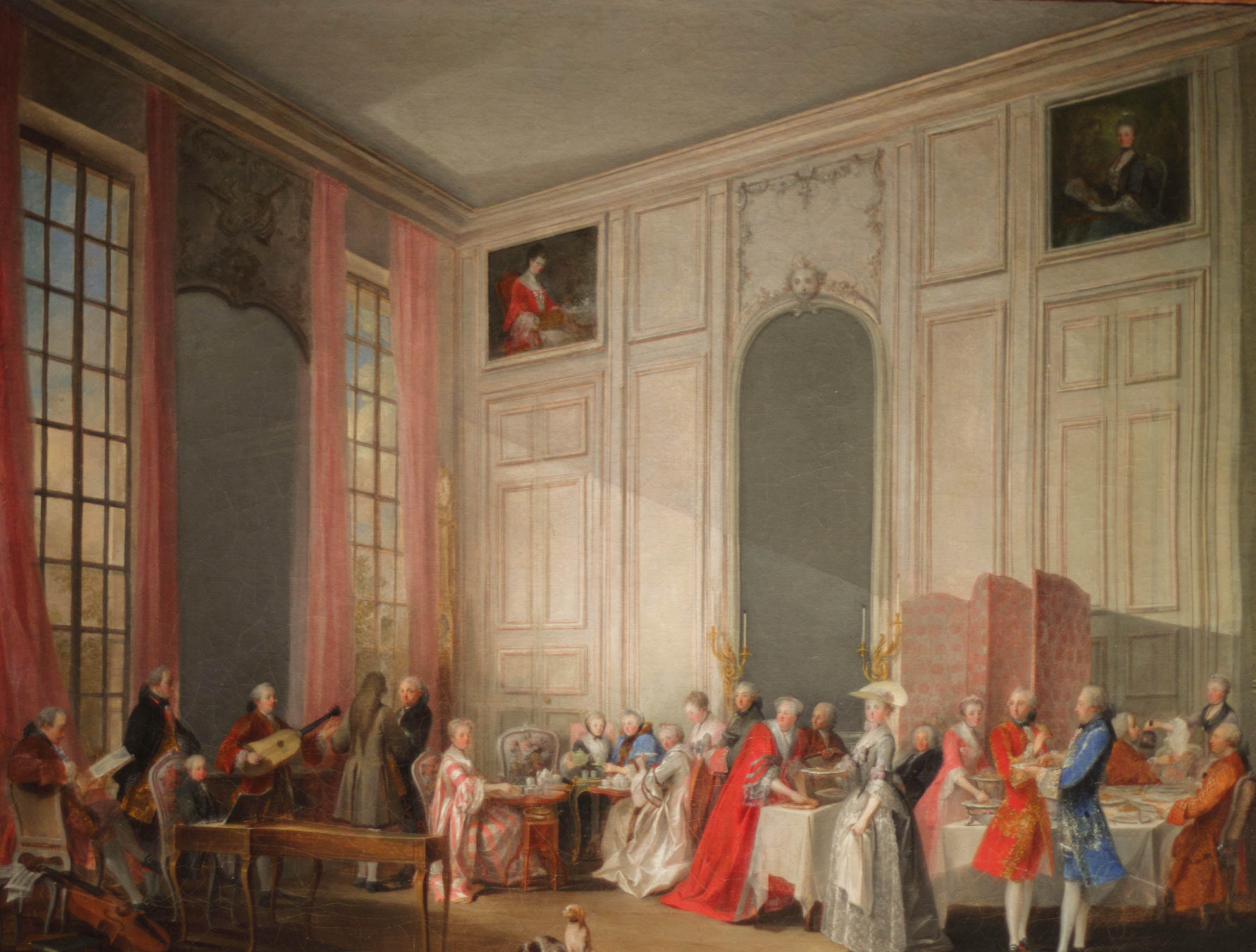
Приём в английском стиле («чай по-английски»).
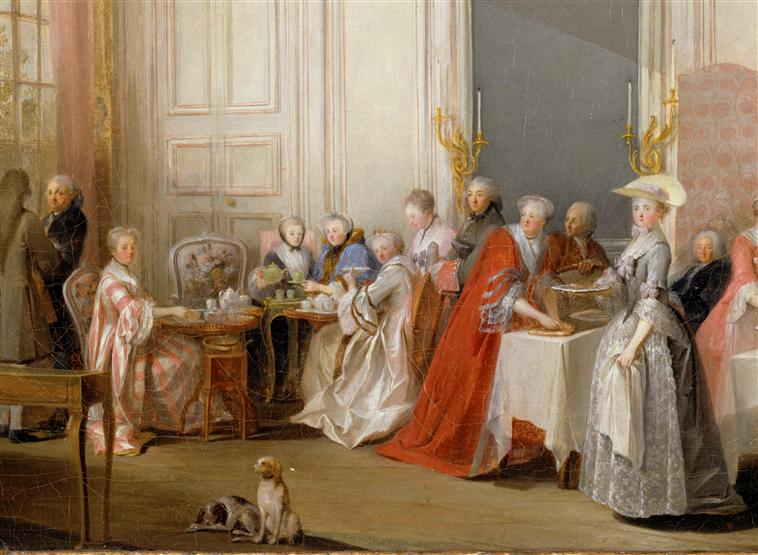
Та же картина (фрагмент). Версаль.
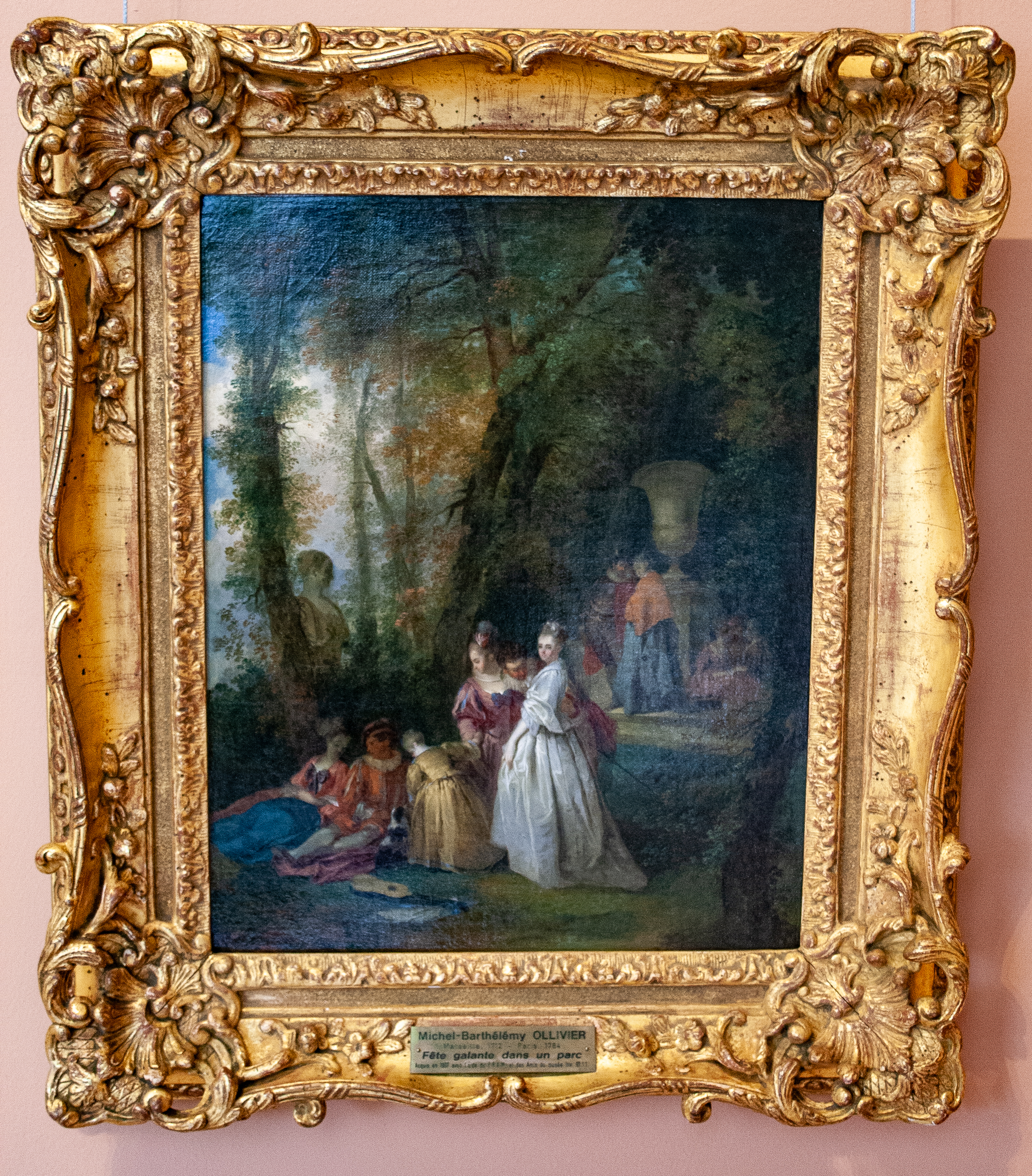
Галантная сцена в парке. Музей изящных искусств Валансьена.
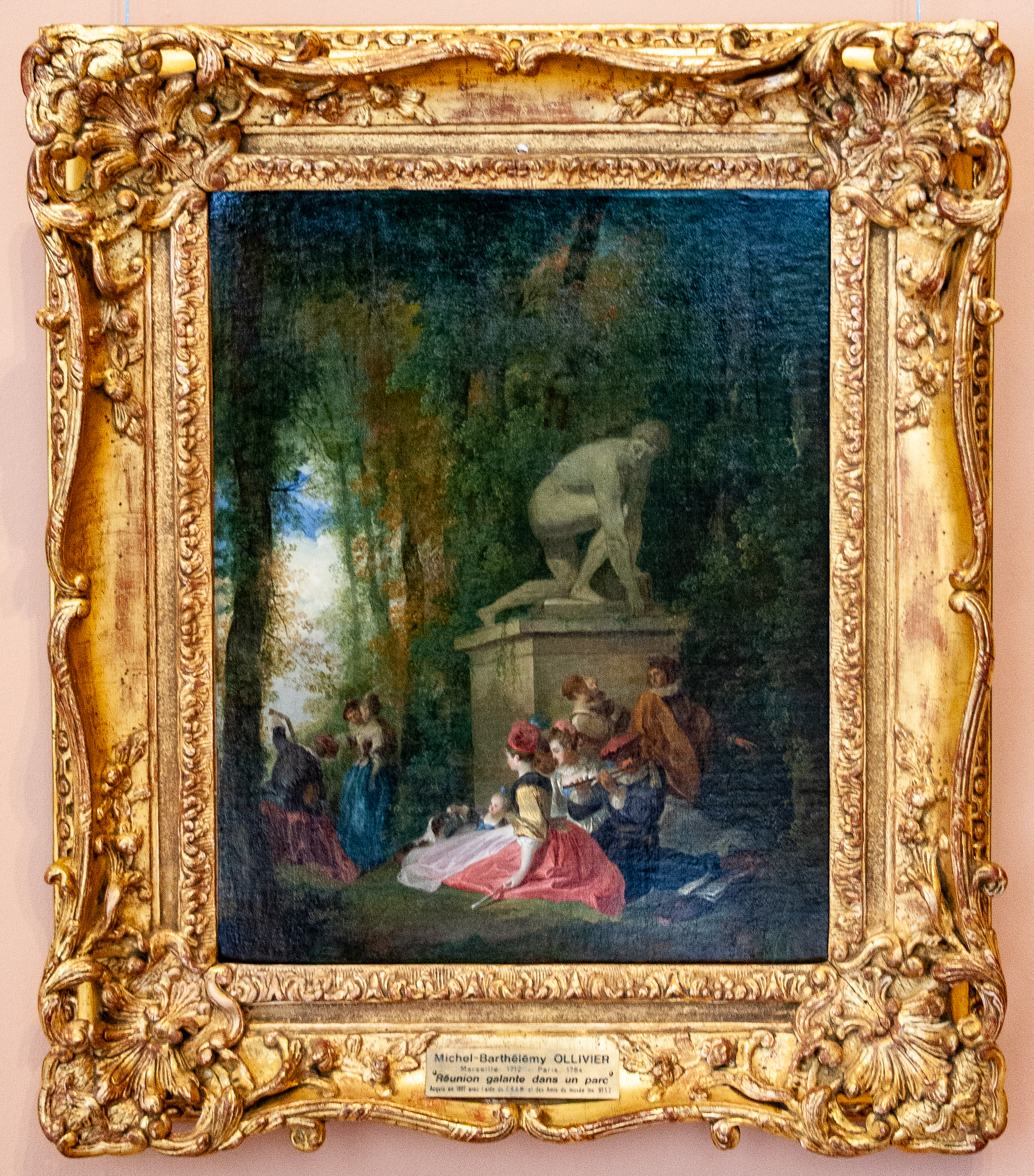
Галантная сцена, парная к предыдущей. Музей изящных искусств Валансьена.
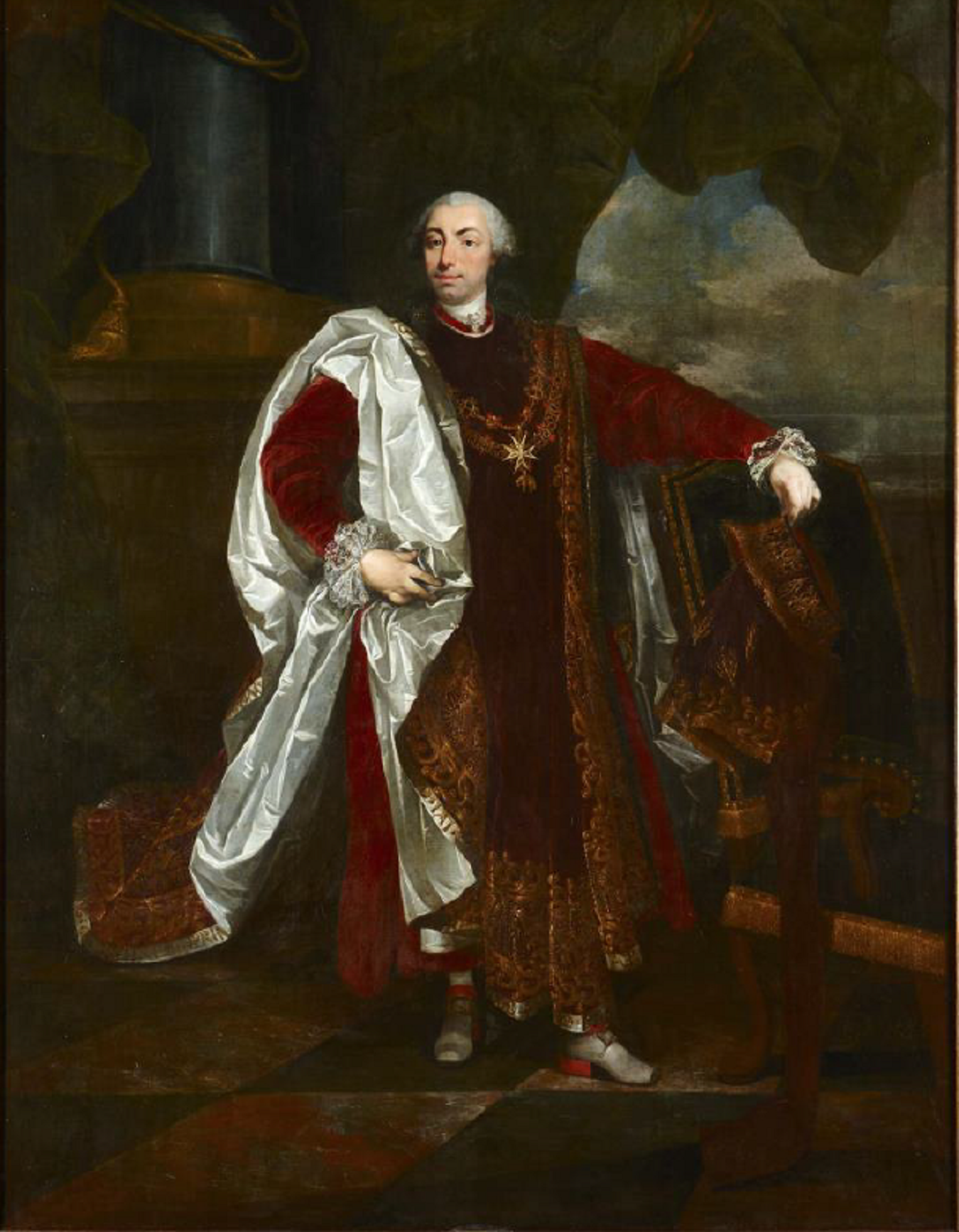
Портрет испанского аристократа дона Фернандо де Сильва-и-Альварес де Толедо, 12-го герцога Альба в церемониальном одеянии кавалера испанского ордена Золотого руна.